# Bruine waaierstaart
De bruine waaierstaart (Tychaedon signata; synoniem: Cercotrichas signata) is een zangvogel uit de familie Muscicapidae (vliegenvangers).

## Verspreiding en leefgebied
De soort komt voor in zuidoostelijk en zuidelijk Afrika en telt twee ondersoorten:
- T. s. tongensis: zuidelijk Mozambique en oostelijk Zuid-Afrika.
- T. s. signata: centraal en zuidoostelijk Zuid-Afrika.